# Stegonia latifolia
Stegonia latifolia (deutsch Echtes Zwiebelmoos) ist eine Laubmoos-Art in der Familie Pottiaceae.

## Beschreibung
Die Pflanzen sind knospenförmig, 1 bis 3 Millimeter groß und bilden kleine, silbergrüne Rasen. Die sich überlappenden Blätter sind bis 1,5 Millimeter lang, breit eiförmig, löffelartig hohl und kurz zugespitzt, die Blattränder sind flach und oben etwas gezähnelt. Die schwache Rippe endet vor oder in der Blattspitze. Bei einer selteneren Varietät tritt die Rippe als hyalines Glashaar aus (Stegonia latifolia var. pilifera). Die Blattzellen sind glatt, mehr oder weniger chlorophyllarm, oben rhombisch und unten rechteckig. Die Zellwände sind in der oberen Blatthälfte auf der Unterseite (dorsal) stärker verdickt.
Die Geschlechterverteilung ist monözisch. Sporenkapseln sind häufig vorhanden. Die auf der bis 10 Millimeter langen Seta emporgehobenen, braunen Kapseln sind aufrecht und zylindrisch bis ellipsoidisch. Der Deckel ist schief geschnäbelt. Die 16 Peristomzähne sind etwa 130 Mikrometer lang, bleichrot, papillös, unregelmäßig durchbrochen, ungeteilt oder bis zur Mitte herab zwei- oder dreispaltig. Die papillösen Sporen sind 25 bis 55 Mikrometer groß.

## Standortansprüche
Stegonia latifolia ist eine Art der Hochalpen. Sie wächst in Gipfelbereichen und Gratlagen, auf Felsabsätzen und in Spalten, in Kalkschuttfluren und alpinen Rasen an trockenen und sonnigen bis halbschattigen Stellen und besiedelt hier Humusboden, Kalkfeinschutt und Kalkfels.

## Verbreitung
Die Art ist auf der Nordhalbkugel und in der Antarktis verbreitet.
Im Alpenraum lebt sie in Höhenlagen ab 1300 bis über 3000 Meter. In Deutschland ist sie nur in den Alpen zerstreut bis selten vorhanden, in Österreich in den Zentralalpen und in den Nördlichen Kalkalpen zerstreut bis mäßig häufig. In der Schweiz kommt sie zerstreut im Alpenraum und selten im Jura vor.